# كابتن أمريكا: عالم جديد شجاع
كابتن أمريكا: عالم جديد شجاع (بالإنجليزية: Captain America: Brave New World) هو فيلم بطل خارق أمريكي صدر عام 2025 مقتبس عن قصص مارفل المصورة ويشارك فيه شخصية سام ويلسون / كابتن أمريكا. من إنتاج استوديوهات مارفل وتوزيع والت ديزني ستوديوز موشن بيكشرز، الفيلم هو الجزء الرابع في سلسلة أفلام كابتن أمريكا، واستمرارًا للمسلسل التلفزيوني الفالكون وجندي الشتاء (2021)، والفيلم الخامس والثلاثين في عالم مارفل السينمائي (MCU). الفيلم من إخراج جوليوس أوناه ومن سيناريو روب إدواردز وفريق الكتابة مالكولم سبيلمان ودالان موسون وأوناه وبيتر جلانز. يشارك في بطولة الفيلم أنتوني ماكي بدور سام ويلسون / كابتن أمريكا إلى جانب داني راميريز وشيرا هاس وكارل لامبلي وجوهانس هوكور جوهانسون وجيانكارلو اسبوزيتو وتيم بليك نيلسون وهاريسون فورد. في الفيلم، يحقق ويلسون في مؤامرة تتعلق بالرئيس الأمريكي ثاديوس روس (فورد).
أنهى فيلم كابتن امريكا: الجرب الاهلية (2016) ثلاثية كابتن امريكا التي قام ببطولتها كريس إيفانز في دور ستيف روجرز، وأصبح ويلسون كابتن أمريكا الجديد في مسلسل الفالكون وجندي الشتاء. كان كاتبا السلسلة سبيلمان وموسون يكتبان فيلمًا جديدًا لكابتن أمريكا بحلول أبريل 2021، ووقع ماكي على الفيلم في أغسطس من ذلك العام. انضمت أوناه في يوليو 2022، عندما تم الإعلان عن عنوان "كابتن أمريكا: النظام العالمي الجديد". انضم أعضاء فريق التمثيل الإضافيون في وقت لاحق من ذلك العام. عاد نيلسون وتايلر من فيلم عالم مارفل الثاني، هالك (2008)، بينما حل فورد محل ويليام هيرت في دور روس بعد وفاة هيرت في مارس 2022؛ وأصبح روس هو هالك الاحمر ذو القوى العظمى في الفيلم. تم التصوير من مارس إلى يونيو 2023 في استديوهات تريليث في أتلانتا، جورجيا، مع تصوير إضافي في واشنطن العاصمة. تم تغيير العنوان الفرعي إلى "عالم جديد شجاع" أثناء التصوير. انضم ماثيو أورتن في ديسمبر 2023 لكتابة مشاهد إعادة التصوير، التي جرت بين مايو ونوفمبر 2024، وأضاف إسبوزيتو إلى الفيلم. وكُشف عن مشاركة إدواردز وغلانتز في ديسمبر من ذلك العام.
عُرض فيلم "كابتن أمريكا: عالم جديد شجاع" لأول مرة في 11 فبراير 2025، في مسرح TCL الصيني في هوليوود، لوس أنجلوس، وطُرح في الولايات المتحدة في 14 فبراير كجزء من المرحلة الخامسة من عالم مارفل السينمائي. حقق الفيلم إيرادات بلغت 415 مليون دولار أمريكي عالميًا، ليصبح خامس أعلى فيلم إيرادات لعام 2025. تلقى الفيلم آراءً متباينة من النقاد لقصته، وارتباطه بمشاريع أخرى من عالم مارفل السينمائي، ومؤثراته البصرية. أما الأداء، وخاصةً أداء ماكي وفورد، فقد حظي بإشادة واسعة.

## القصة
بعد خمسة أشهر من انتخاب ثاديوس "ثاندر بولت" روس رئيسًا للولايات المتحدة، يُرسَل سام ويلسون (كابتن أمريكا الجديد) وخواكين توريس (الفالكون الجديد) في مهمة إلى أواكساكا، المكسيك، بهدف وقف عملية بيع غير قانوني لمواد سرّية مسروقة على يد سايدويندر ومجموعة المرتزقة التابعة له، المعروفة باسم "سيربنت". يتمكّن سام وتوريس من استعادة المواد بنجاح، لكن سايدويندر يفرّ هاربًا. يُظهر توريس حماسة شديدة لتولّي عباءة "فالكون"، لكن سام يُبدي ترددًا في إشراكه بمهام خطيرة، نظرًا لأنّ كليهما لا يمتلكان قوى خارقة كما كان الحال مع ستيف روجرز، كابتن أمريكا السابق. عقب انتهاء المهمة، يبدأ سام وتوريس تدريبات مكثفة بإشراف إشعيا برادلي، الجندي الخارق الذي خضع لتجارب حكومية غير إنسانية وسُجن لسنوات طويلة بسببها.
يُدعى سام وتوريس لاحقًا إلى قمة عالمية يُقيمها الرئيس روس في البيت الأبيض، فيشترط سام حضور برادلي أيضًا والذي يقبل الدعوة. خلال القمة، يطلب روس من سام المساعدة في إعادة تشكيل فريق المنتقمون. يكشف روس خلال حديثه عن اكتشاف عنصر معدني جديد يُدعى الأدامانتيوم، عُثر عليه في "الجزيرة السماوية" — وهي بقايا السماوي تياموت الذي تجمد في المحيط الهندي بعد أحداث فيلم الأبديون. يُوضح روس أن القطع المسترجعة من المعدن تمثل أولى العينات المكررة، وقد سُرقت من عملية تعدين يابانية سرية.
ولتفادي اندلاع سباق تسلّح عالمي، يقترح روس معاهدة دولية لتنظيم استخراج الأدامانتيوم وتوزيعه. لكن خلال حديثه، تُعزف فجأة أغنية غريبة بعنوان "السيد بلو"، تؤثر بشكل مباشر على عقول عدد من الحاضرين، من ضمنهم برادلي، وتجعلهم يطلقون النار على روس وشخصيات عالمية أخرى. بعد السيطرة على الموقف، تتمكن رئيسة أمن روس — روث بات سيراف (الأرملة السوداء السابقة) — من القبض على المهاجمين، الذين يستعيدون وعيهم لاحقًا وينكرون معرفتهم بما حدث.
أثناء محاولة سام معرفة الجهة المسؤولة عن الحادثة، يقع في كمين نُصب له من قِبل سايدويندر، والذي يأسره في النهاية. في الوقت ذاته، ينجح توريس في تعقب مكالمة من هاتف سايدويندر تُشير إلى موقع سري في فرجينيا الغربية يُدعى معسكر إيكو وان.
تزداد الأمور تعقيدًا حين تتهم اليابان الحكومة الأمريكية، وتحديدًا روس، بسرقة الأدامانتيوم والتسبب في الهجوم على القمة، ما يُهدد بإفشال المعاهدة. هنا، يُدرك روس أن وراء هذه المؤامرة عقلًا مدبرًا: الدكتور صمويل ستيرنز (المعروف سابقًا باسم "ذا ليدر")، الذي تحوّل إلى عبقري خارق بعد أن تلوّث دمه ببقايا إشعاعات بروس بانر/هالك أثناء اجتياح "الأبومينشن" لحي هارلم في أحداث فيلم هالك الخارق. كان روس قد سجن ستيرنز في معسكر "إيكو وان" وهدّده بالإفراج عنه فقط إن ساعده على الوصول للرئاسة، رغم اتهامه العلني له بالمسؤولية عن تصرفات الأبومينشن.
يتمكّن سام وتوريس من تحديد موقع ستيرنز، ليكتشفا أنه يستخدم تكنولوجيا متطورة وأغنية "السيد بلو" للتحكم في العقول. يُهاجمهما جنود مسيطر عليهم ذهنيًا، ويهرب ستيرنز وسط الفوضى. في تلك الأثناء، تُرسل روث بات-سيراف لتعزيز أمن المعسكر، وهناك تُنقذ سام وتوريس وتتحالف معهما. يلتقي الثلاثي بصديق سام العسكري السابق دينيس دنفي، الذي يحتجز سايدويندر. من خلاله، يكتشف سام الخطة الحقيقية لستيرنز، وهي تدمير سمعة روس وإسقاطه سياسيًا.
يسافر سام، توريس، وروث إلى الجزيرة السماوية، حيث يتسابق روس ورئيس وزراء اليابان على المطالبة بملكية الأدامانتيوم. لكن ستيرنز يتدخل مجددًا، ويسيطر على طيارين أمريكيين ويجعلهم يهاجمون الأسطول الياباني لإشعال حرب. يعترض سام وتوريس الطائرات، ويتمكنان من إقناع اليابانيين بالتراجع، غير أن توريس يُصاب بجروح بالغة خلال المواجهة. في لحظة مكاشفة، يخبر روس سام بأنه يحتضر بسبب قصور في القلب، وقد طلب من ستيرنز سابقًا تطوير حبوب تُطيل عمره. ورغم وعده بإطلاق سراحه، رفض روس تحريره لاحقًا، خوفًا من أن يمتنع ستيرنز عن صناعة الدواء، مما أدى إلى انتقام الأخير منه.
يتلقى سام الدعم من صديقه القديم باكي بارنز. وفي الوقت ذاته، ينجح ستيرنز في قتل دينيس دنفي، الذي اكتشف أن الحبوب تحتوي على أشعة غاما وتُحدث تغيرات في جسد روس. بعد ذلك، يُسلّم ستيرنز نفسه طواعية.
في مؤتمر صحفي لاحق، يُعلَن عن اعتقال ستيرنز وكشف علاقته ببروس بانر. خلال ذلك، يفقد روس السيطرة على نفسه ويتحول إلى وحش ضخم — هالك الأحمر — ويدمّر جزءًا من البيت الأبيض. يتدخل سام ويلسون ويشتبك مع روس، مُلحقًا به إصابات كافية لتهدئته. ثم يُذكّره سام بأيامه الإنسانية، وخصوصًا زيارته لأشجار الكرز في واشنطن برفقة ابنته المنفصلة عنه، بيتي روس، مما يساعد روس على العودة إلى طبيعته.
بعد الأحداث، يُبرَّأ إشعيا برادلي رسميًا من الجرائم التي اتُّهم بها ظلمًا. ويقوم سام، الذي يتعافى من آثار المعركة، بدعوة توريس للانضمام رسميًا إلى المنتقمين. تُوقّع المعاهدة الدولية لتنظيم الأدامانتيوم، ويستقيل روس من الرئاسة، ليُسجن في سجن الرافت، حيث يزوره سام وبيتي.
في مشهد ما بعد شارة النهاية، يُحذّر الدكتور ستيرنز المسجون سام من تهديد أعظم قادم من عوالم أخرى.

## طاقم الممثلين
- أنتوني ماكي بدور سام ويلسون/كابتن أمريكا: منتقم ومنقذ جوي سابق، تدرب في الجيش على القتال الجوي باستخدام أجنحة مصممة خصيصًا. صرّح المنتج نيت مور بأن كابتن أمريكا، الذي يؤديه ويلسون، هو شخص ضعيف، يشبه روكي بالبوا من سلسلة أفلام روكي، لأنه لا يمتلك قدرات أو حلفاء كابتن أمريكا السابق، ستيف روجرز. يجب على ويلسون أن يكسب عباءة القيادة بعد أن ادّعى ذلك دون دعم. صرّح المخرج جوليوس أوناه بأن الفيلم سيُظهر ويلسون "يتقدم ليصبح قائدًا بشخصية كابتن أمريكا". قال ماكي إن ويلسون لن يكون كابتن أمريكا مُصدرًا للأحكام، بل لديه فهم مختلف للخير والشر، مع التركيز على الإنصات والتعاطف والإرشاد. شبّه أداءه بأغنية توباك شاكور "Hit 'Em Up" (1996). قال أوناه إن التعاطف هو "القوة الخارقة" لويلسون. أراد استخدام الذكاء العاطفي للشخصية للمساعدة في حل قصة الرئيس ثاديوس روس، والتي يتعين على ويلسون فيها "رؤية ما وراء نقاط ضعفه" فيما يتعلق بروس. ولأن ويلسون ليس جنديًا خارقًا مثل روجرز، فإنه يستخدم درع كابتن أمريكا وبدلة الأجنحة الخاصة به - وكلاهما مصنوع من معدن الفيبرانيوم الخيالي - "لموازنة ساحة اللعب" في المعارك. وللتحضير لمشاهد الحركة في الفيلم، ركز ماكي على تمارين اليوغا والبيلاتس لتحسين مرونته وقوة عضلاته الأساسية.
- داني راميريز بدور خواكين توريس / فالكون: ملازم أول في القوات الجوية الأمريكية يتولى عباءة ويلسون السابقة في فالكون، باستخدام حزمة أجنحة مماثلة. قال ماكي إن ويلسون وتوريس تربطهما صداقة متساوية، على عكس إعجاب ويلسون بروجرز وكرهه لباكي بارنز في مشاريع عالم مارفل السينمائي السابقة، مع أن توريس يعتبر ويلسون مصدر إلهام له. قدّم ماكي نصيحة لراميريز حول ارتداء زي فالكون. قارن راميريز العمل في عالم مارفل السينمائي بتجربته في الانضمام إلى سلسلة أفلام توب غان في فيلم توب غان: مافريك (2022). ألهم هذا الفيلم ونجمه توم كروز راميريز لضمان استخدام مشاهد الطيران في الفيلم لأوضاع الجسم والفيزياء الصحيحة.
- شيرا هاس بدور روث بات سيراف: أرملة سوداء إسرائيلية سابقة تعمل كمستشارة أمنية للرئيس روس. قالت مور إن وجهة نظر الشخصية تجاه روس تضعها في مسار تصادمي مع ويلسون، ووصفتها أونا بأنها "جزء رائع من نسيج" قصة الفيلم المثيرة التي تتسم بجنون العظمة. تظهر لفترة وجيزة وهي ترتدي بدلة تشبه زي شخصية القصص المصورة الأبيض والأزرق، لكنها مخفية جزئيًا تحت سترة.
- كارل لومبلي بدور إيزايا برادلي: محارب أمريكي من أصل أفريقي في الحرب الكورية وجندي خارق سُجن وأُجريت عليه تجارب لمدة 30 عامًا. في الفيلم، يسيطر صامويل ستيرنز على عقل برادلي ويؤطره بمحاولة اغتيال الرئيس روس، مما يؤدي إلى اعتقاله. يبدأ هذا استكشافًا أعمق للظلم الذي واجهه برادلي في حياته. يُطلق سراحه ويُبرأ في نهاية الفيلم بفضل تصرفات ويلسون.
- زوشا روكيمور بدور ليلى تايلور: عميل في الخدمة السرية يعمل لدى الرئيس روس، وله تاريخ مع ويلسون. تايلور هي اهتمام عاطفي لويلسون في القصص المصورة، لكن الفيلم لا يشير إلى أي علاقة عاطفية بين الشخصيتين.
- جيانكارلو إسبوزيتو بدور سيث فولكر / سايدويندر: قائد فرقة سيربنت، وهي فرقة عمليات خاصة عنيفة. وصف إسبوزيتو سايدويندر بأنه "شخصية قوية" وذكية. وقال إن البنية الجسدية للدور ميزت سايدويندر عن شخصيته غاس فرينج من سلسلة بريكينغ باد، وهو أيضًا خصم ذكي، وكان متحمسًا لإظهار بنيته الجسدية على الشاشة. لم يرتدي إسبوزيتو زيًا مستوحى من القصص المصورة، بل أراد أن يُبرز بعض الإشارات إلى زي القصص المصورة من خلال تضمين بعض ألوان تلك النسخة في زيه السينمائي. كما تم تغيير لون عيني إسبوزيتو إلى الزرقاوين لتتناسب مع النسخة المصورة من سايدويندر. استلهم أوناه وإسبوزيتو شخصية سايدويندر من شركة فاغنر جروب العسكرية الخاصة، بالإضافة إلى أمراء الحرب الأفارقة الذين يتمتعون "بهالة قوية تفرض احترام وولاء أتباعهم".
- ليف تايلر بدور بيتي روس: عالمة أحياء خلوية وابنة ثاديوس روس المنفصلة عنها، والتي تستاء من والدها لملاحقته المهووسة لبروس بانر/هالك قبل سنوات. صرّح أوناه بأنه كان من البديهي إعادة تايلر بعد سنوات طويلة من ظهورها الأول في فيلم "الهالك الخارق" (2008)، وأضاف أنها كانت محورية في قصة الرئيس روس في فيلم "عالم جديد شجاع". في المونتاج النهائي، تُذكر بيتي كثيرًا، لكنها لا تُسمع إلا في مكالمة هاتفية، ثم تظهر لفترة وجيزة في أحد المشاهد الأخيرة. قال أوناه إنهم فكروا في تضمينها في وقت سابق من الفيلم، لكنهم قرروا الاحتفاظ بها للنهاية للمساعدة في بناء رغبة روس في إعادة التواصل مع بيتي.
- تيم بليك نيلسون بدور صموئيل ستيرنز: عالم أحياء خلوية تعرض للتلوث العرضي بدم بانر خلال أحداث فيلم "الهالك الخارق".اكتسب ذكاءً خارقًا. كان نيلسون سعيدًا بالعودة إلى الشخصية بعد سنوات من خيبة الأمل لعدم إنتاج جزء ثانٍ من فيلم "الهالك الخارق"، وكان راضيًا عما تصوره الكُتّاب لما كان ستيرنز يقدمه منذ ذلك الفيلم، حيث سُجنت الشخصية واستغلها ثاديوس روس. قال نيلسون إن تصوير شفقة ستيرنز وغضبه تطلب منه أن "ينضج" كممثل. تُصوَّر الشخصية عمومًا في القصص المصورة برأس كبير لاستيعاب دماغ متوسع. أما في الفيلم، فيبدو مظهره أكثر "غرابة"، حيث "تبدو أجزاء من دماغه وكأنها تنفجر من جمجمته"، وإحدى عينيه تتوهج باللون الأخضر، والأخرى غائمة ويبدو أنها عمياء. تم استخدام المؤثرات البصرية للشخصية بناءً على طلب نيلسون، حيث أراد أن يكون "التشوه" مرئيًا لنفسه وللممثلين الآخرين لتجربته في المجموعة؛ تم تعزيز مظهر الشخصية لاحقًا بالمؤثرات البصرية.
- هاريسون فورد بدور ثاديوس روس / ريد هالك: الرئيس المنتخب حديثًا للولايات المتحدة الذي يريد العمل مع كابتن أمريكا. كان روس سابقًا جنرالًا في الجيش الأمريكي ثم وزير خارجية الولايات المتحدة في عالم مارفل السينمائي. قال مور إن هناك "شرارات طبيعية" بين ويلسون وروس بسبب أحداث فيلم كابتن أمريكا: الحرب الأهلية (2016)، لكن المنتج كيفن فيج قال إن ديناميكيتهما تغيرت الآن بعد أن أصبحا كابتن أمريكا والرئيس، على التوالي. قال فورد إن أوجه التشابه بين روس وأي رئيس حقيقي كانت مصادفة، وأن تركيزه كان على تاريخ الشخصية وشخصيتها وظروفها. في الفيلم، يرغب روس في "فتح صفحة جديدة" والابتعاد عن ماضيه العاطفي المتقلب، على أمل إعادة التواصل مع ابنته بيتي. يتمثل رجوعه إلى "الشخص الذي لم يعد يرغب في أن يكونه" في تحول الشخصية إلى الوحش ريد هالك، الذي يجسده فورد بتقنية التقاط الحركة. أقنعت أوناه وفورد استوديوهات مارفل بأنه لا ينبغي لريد هالك أن يتحدث في الفيلم، معتقدين أن ذلك سيقوض الحبكة العاطفية للشخصية إذا كان ريد هالك "كائنًا عقلانيًا" بدلًا من "شخصية غاضبة وحادة". يستبدل فورد ويليام هيرت، الذي جسد شخصية روس في عالم مارفل السينمائي من عام 2008 إلى عام 2021 قبل وفاته في مارس 2022.

بالإضافة إلى ذلك، يُعيد سيباستيان ستان تمثيل دوره في عالم مارفل السينمائي بشخصية باكي بارنز في ظهورٍ قصير. يُنافس بارنز على منصب عضو في الكونغرس، مُمهّدًا بذلك الطريق لدوره في فيلم الصواعق* (2025). كما يظهر يوهانس هاوكور يوهانسون بدور كوبرهيد، أحد أعضاء فرقة سيربنت؛ وويليام مارك ماكولو بدور دينيس دانفي، القائد العسكري الأمريكي وحليف ويلسون؛ وتاكيهيرو هيرا بدور رئيس الوزراء الياباني أوزاكي.

## شباك التذاكر
اعتبارًا من 10 ماي 2025، حقق فيلم "كابتن أمريكا: عالم جديد شجاع" إيرادات بلغت 200.5 مليون دولار في الولايات المتحدة وكندا، و214.6 مليون دولار في مناطق أخرى، بإجمالي عالمي قدره 415.1 مليون دولار. أفاد موقع دادلاين هوليوود أن الفيلم يحتاج إلى تحقيق 425 مليون دولار عالميًا لتحقيق التعادل، مع الأخذ في الاعتبار ميزانية الإنتاج المبلغ عنها والبالغة 180 مليون دولار بالإضافة إلى تكاليف التسويق.
في الولايات المتحدة وكندا، عُرض الفيلم إلى جانب فيلم "بادينغتون في البيرو"، وكان من المتوقع أن يحقق إيرادات إجمالية تتراوح بين 80 و94 مليون دولار من 4105 دار عرض في عطلة نهاية الأسبوع الافتتاحية التي استمرت أربعة أيام. حقق الفيلم 40 مليون دولار في يوم افتتاحه، بما في ذلك ما يقدر بنحو 12 مليون دولار من معاينات يوم الخميس. حقق الفيلم مبلغ 88.5 مليون دولار، وإجمالي 100 مليون دولار على مدار أربعة أيام، متصدرًا شباك التذاكر.
في عطلة نهاية الأسبوع الثانية، حقق 28.2 مليون دولار، بانخفاض 68٪ حيث احتل المرتبة الثالثة الأسوأ لفيلم في عالم مارفل السينمائي بعد ذا مارفلز (−78٪) و الرجل النملة و الدبورة: كوانتمانيا (−70٪). حقق الفيلم 14.9 مليون دولار في عطلة نهاية الأسبوع الثالثة، وظل على قمة شباك التذاكر، قبل أن يتجاوزه الفيلم الجديد ميكي 17 في عطلة نهاية الأسبوع الرابعة.

## الاستقبال النقدي وتقييمات الجمهور
تلقى فيلم "كابتن أمريكا: عالم جديد شجاع" مراجعات متباينة من النقاد، الذين انقسموا حول قصة الفيلم، وارتباطاته بمشاريع عالم مارفل السينمائي الأخرى، والمؤثرات البصرية. كما تم وصف الاستقبال العام بأنه سلبي بينما تلقى الأداء، وخاصة أداء ماكي وفورد الثناء. على موقع تجميع المراجعات "روتن توميتوز"، أعطى 47% من 342 ناقدًا فيلم "كابتن أمريكا: عالم جديد شجاع" مراجعة إيجابية، أجمع النقاد على أن "أنتوني ماكي يتولى بكفاءة عباءة كابتن أمريكا ودرعه، لكن فيلم "كابتن أمريكا: عالم جديد شجاع" روتيني للغاية ومليء بإشارات سرية ومخفية غير مثيرة للاهتمام بحيث لا يبدو وكأنه مغامرة مستقلة جديرة بهذا القائد الجديد للمنتقمون". لخص ميتاكريتيك الاستجابة النقدية بأنها "مختلطة أو متوسطة"، بناءً على متوسط درجة مرجح يبلغ 42 من 100 من 56 ناقدًا. أعطى الجمهور الذي استطلعت آراءه "سينما سكور" الفيلم درجة متوسطة "B-" على مقياس من A+ إلى F، وهي أدنى درجة لفيلم من عالم مارفل السينمائي حتى الآن، وأفاد بوست تراك بمتوسط تقييم "مختلط" بثلاث نجوم من أصل خمسة.

## روابط خارجية
- كابتن أمريكا: عالم الجديد شجاع على موقع IMDb (الإنجليزية)
- كابتن أمريكا: عالم الجديد شجاع على موقع ميتاكريتيك (الإنجليزية)
- كابتن أمريكا: عالم الجديد شجاع على موقع روتن توميتوز (الإنجليزية)
- كابتن أمريكا: عالم الجديد شجاع على موقع قاعدة بيانات الأفلام العربية
- كابتن أمريكا: عالم الجديد شجاع على موقع ألو سيني (الفرنسية)
- كابتن أمريكا: عالم الجديد شجاع على موقع أول موفي (الإنجليزية)
- كابتن أمريكا: عالم الجديد شجاع على موقع فيلمافينيتي (الإسبانية)
- كابتن أمريكا: عالم الجديد شجاع على موقع قاعدة بيانات الأفلام السويدية (السويدية)
- كابتن أمريكا: عالم الجديد شجاع على موقع قاعدة بيانات الفيلم (الإنجليزية)
- كابتن أمريكا: عالم الجديد شجاع على موقع ليتربوكسد (الإنجليزية)